# مجلس التنسيق السعودي الإماراتي
مجلس التنسيق السعودي الإماراتي هو مجلس تنسيقي يندرج تحت مظلته جميع مجالات التعاون والعمل المشترك بين المملكة العربية السعودية والإمارات العربية المتحدة. تم إنشاء المجلس في شهر مايو 2016 ضمن اتفاقية بين البلدين.

## إستراتيجية العزم
أول اجتماع للمجلس كان في يونيو 2018 تحت مسمى إستراتيجية العزم، وتم الإعلان عن 44 مشروعًا استراتيجيًّا سعوديًّا إماراتيًّا مشتركًا في المجالات الاقتصادية والتنموية والعسكرية.

## أهداف المجلس
1. وضع رؤية مشتركة تعمل على تعميق واستدامة العلاقات بين البلدين بما يتسق مع أهداف مجلس التعاون لدول الخليج العربية.
2. تعزيز المنظومة الاقتصادية المتكاملة بين البلدين.
3. إيجاد الحلول المبتكرة للاستغلال الأمثل للموارد الحالية.
4. بناء منظومة تعليمية فعّالة ومتكاملة قائمة على نقاط القوة التي تتميز بها الدولتين.
5. تعزيز التعاون والتكامل بين البلدين في المجال السياسي والأمني والعسكري.
6. ضمان التنفيذ الفعال لفرص التعاون والشراكة بين البلدين.
7. إبراز مكانة الدولتين في مجالات الاقتصاد والتنمية البشرية والتكامل السياسي والأمني العسكري.
8. تحقيق رفاه مجتمع البلدين.

## أعضاء المجلس
16 وزيرًا من القطاعات ذات الأولوية في كلا البلدين:
| السعودية المملكة العربية السعودية | الإمارات الإمارات العربية المتحدة |
| --- | --- |
| - الأمير عبد العزيز بن سعود بن نايف بن عبد العزيز، وزير الداخلية. - الأمير بدر بن عبدالله بن فرحان، وزير الثقافة. - الأستاذ محمد التويجري، وزير الاقتصاد والتخطيط. - الدكتور ماجد القصبي، وزير التجارة والاستثمار. - الأستاذ عادل بن أحمد الجبير، وزير الخارجية. - المهندس خالد الفالح، وزير الطاقة والصناعة والثروة المعدنية. - الأستاذ أحمد بن عقيل الخطيب، رئيس مجلس إدارة الصندوق السعودي للتنمية. - الأستاذ محمد بن عبدالله الجدعان، وزير المالية. - الأستاذ ياسر بن عثمان الرميان، المشرف على صندوق الاستثمارات العامة. | - الشيخ منصور بن زايد آل نهيان نائب رئيس دولة الامارات. - الأستاذ سلطان بن سعيد المنصوري، وزير الاقتصاد. - الدكتور أنور بن محمد قرقاش، وزير الدولة للشؤون الخارجية. - الأستاذ عبيد بن حميد الطاير، وزير الدولة للشؤون المالية. - الأستاذ حسين بن إبراهيم الحمادي، وزير التربية والتعليم. - الدكتور سلطان بن أحمد سلطان الجابر، وزير دولة. - الأستاذ علي بن حماد الشامسي، نائب الأمين العام للمجلس الأعلى للأمن الوطني. |

## الاجتماع الثاني
انعقد اجتماع لمجلس التنسيق السعودي الإماراتي الثاني في مدينة جدة يوم الأربعاء 2 محرم 1440، وترأس الاجتماع محمد بن مزيد التويجري وزير الاقتصاد والتخطيط السعودي، محمد بن عبد الله القرقاوي وزير شؤون مجلس الوزراء والمستقبل الإماراتي،
جرى خلال الاجتماع متابعة سير العمل على تنفيذ المشاريع الاستراتيجية المشتركة ضمن "إستراتيجية العزم"، وبحث مستجدات التعاون بين الطرفين، ومناقشة المبادرات المقترحة في خلوتي العزم التي انعقدت في العام السابق وأولوياتها، ومتابعة سير عملها، ومؤشرات قياس الأداء الخاصة بها.

## اللجنة التنفيذية لمجلس التنسيق السعودي الإماراتي[4]
هي اللجنة المعنية بمتابعة سير أعمال المجلس وتطبيق الأفكار والمبادرات والمشروعات، وتوقيع الاتفاقيات، والعمل على إزالة أي معوقات تعرقل تحقيق المبادرات المشتركة والمشروعات المتمركزة حول تحقيق أمن ورخاء الشعبين. انعقد الاجتماع الأول للجنة التنفيذية في يناير 2019 في مدينة أبو ظبي.